# Raymond J. Saulnier
Raymond J. Saulnier (ur. 20 września 1908, zm. 30 kwietnia 2009 w Chestertown, Maryland) – amerykański ekonomista, przewodniczący Zespołu Doradców Ekonomicznych w latach 1956–1961.